# Route 333 (Terre-Neuve-et-Labrador)
Pour les articles homonymes, voir Route 333.
La route 333 est une route tertiaire de la province de Terre-Neuve-et-Labrador, située sur l'île de Fogo, au nord de l'île de Terre-Neuve. Elle est la principale route de l'île, la connectant au traversier. Elle demeure une route faiblement empruntée. Route alternative des routes 330, 331 et 335, elle est nommée Fogo Island Road, mesure 25 kilomètres, et est une route asphaltée sur l'entièreté de son tracé.

## Tracé
La 333 débute au traversier menant vers la route 335 sur l'île de Terre-Neuve. Le traversier coûte $16.50 pour un chauffeur et l'auto, puis $5.50 additionnels pour chaque passager supplémentaire. Il est ouvert du 15 mai au 15 octobre, et dure environ 1 heure et 15 minutes. 
La 333 se dirige vers l'est sur 12 kilomètres, suivant le bras de mer Hamilton, puis à Seldom, elle tourne vers le nord pour traverser le centre de l'île, où elle croise la route 334. Elle atteint la ville de Fogo, située au nord de l'île, où elle prend fin.

## Attraits
- Marine Informative Centre
- Burnt Point Lighthouse
- Bleakhouse Museum

## Communautés traversées
- Stag Harbour
- Little Seldom
- Seldom
- Fogo Island Centre
- Fogo